# Ruta Estatal de Arizona 387
La Ruta Estatal de Arizona 387, y abreviada SR 387 (en inglés: Arizona State Route 387) es una carretera estatal estadounidense ubicada en el estado de Arizona. La carretera inicia en el sur desde la SR 84  , SR 287   en Casa Grande hacia el norte en la SR 87     en Coolidge. La carretera tiene una longitud de 25,3 km (15.71 mi).

## Mantenimiento
Al igual que las autopistas interestatales, y las rutas federales y el resto de carreteras estatales, la Ruta Estatal de Arizona 387 es administrada y mantenida por el Departamento de Transporte de Arizona por sus siglas en inglés ADOT.

## Cruces
La Ruta Estatal de Arizona 387 es atravesada principalmente por la  I 10 .